# Erwin Gieseking
Erwin Gieseking (* 17. Dezember 1911 in Mülheim an der Ruhr; † 21. Juni 1994 in Dudweiler) war ein deutscher Politiker (BdD, DDU).

## Leben und Beruf
Gieseking war promovierter Jurist und praktizierte seit 1947 als Rechtsanwalt in Sulzbach/Saar. Er vertrat die KPD als Prozessbevollmächtigter im Verbotsverfahren vor dem Bundesverfassungsgericht. 1988 setzte er sich zur Ruhe und gab seine Anwaltszulassung zurück. Gieseking war verheiratet und hatte zwei Kinder.

## Politik
Gieseking beantragte am 10. Juni 1937 die Aufnahme in die NSDAP und wurde rückwirkend zum 1. Mai desselben Jahres aufgenommen (Mitgliedsnummer 4.596.396).
Gieseking engagierte sich in der linksgerichteten Deutschen Demokratischen Union, deren Vorstand er seit der Gründung 1955 angehörte. Dieser saarländischen Partei schlossen sich 1957 viele bisherige Mitglieder der KPS an, die mit dem Beitritt des Saarlandes zur Bundesrepublik Deutschland unter das KPD-Verbot fiel. Bei der Landtagswahl 1960 wurde er für die DDU in den Saarländischen Landtag gewählt. Er war zudem Gründungsmitglied der Deutschen Friedensunion und hatte bereits 1960 zu den Unterzeichnern des DFU-Gründungsaufrufes gehört. Nachdem die DDU bei der Landtagswahl 1965 mit 3,1 % der Stimmen an der 5-Prozent-Hürde gescheitert war, schied er aus dem Landtag aus.
Zudem war er im Bund der Deutschen, für den er bei der Bundestagswahl 1957 erfolglos im Bundestagswahlkreis Saarbrücken-Stadt und als saarländischer Spitzenkandidat kandidierte, aktiv. Seit 1956 war er BdD-Landesvorsitzender im Saarland.

## Veröffentlichungen
- KPD-Verbot aufheben. Politisches und Rechtliches zum Verbot der KPD. Protokoll des Öffentlichen Hearings über die Problematik des KPD-Verbots mit Gästen aus der Bundesrepublik und aus dem Ausland am 5. Juni in der Mercator-Halle in Duisburg. Pahl-Rugenstein Verlag, Köln 1971.